# 14 Pułk Strzelców Polskich (WP na Wschodzie)
14 Pułk Strzelców Polskich (14 psp) – oddział piechoty Wojska Polskiego na Wschodzie.

## Formowanie i zmiany organizacyjne
Pułk został sformowana na bazie rosyjskiego 662 pułku piechoty w grudniu 1917 roku w składzie 4 Dywizji Strzelców Polskich II Korpusu. Wiosną 1918 roku przeprowadzono reorganizację piechoty II Korpusu. 14 psp otrzymał dwa bataliony piechoty (II i III) z 2 pułku piechoty Legionów Polskich rozwiązywanej Brygady Karpackiej. Rozbrojony przez Niemców w maju 1918 roku, przestał istnieć.

## Oficerowie
Dowódcy pułku
- płk Stanisław Machcewicz[1]
- płk Kazimierz Łukoski

Zastępcy dowódcy pułku
- ppłk Franciszek Korewo[4]

Inni oficerowie
- Rudolf Brandys
- por. Tadeusz Król, dowódca 7 kompanii
- chor. Stefan Warchoł, dowódca plutonu 7 kompanii